# Real Girl (single)
Real Girl is een single van ex-Sugababe Mutya Buena. Het is de eerste single van haar debuutalbum met dezelfde naam. Het nummer bevat een sample van een single van Lenny Kravitz, It Ain't Over 'Til It's Over. In het Verenigd Koninkrijk werd de single een succes, met een tweede plaats in de hitlijsten als beste resultaat.

## Videoclip
De videoclip van het nummer ging in première op 3 april 2007. In de clip zie je Mutya Buena zittend op een bed, terwijl ze schrijft en kijkt naar foto's. Ook zie je haar met haar voormalige band The Sugababes". Een van de foto's komt tot leven, en we zien er een close-up van. Het bevat Mutya, die foto's neemt op een feestje met vrienden. Ook neemt ze foto's van haarzelf met haar (echte) vriend Jay, die ook voorkomt in de clip, net als haar zus Dalisay.
Als het tweede deel van het refrein begint, zie je haar shoppend in een winkelcentrum, ook hier neemt ze foto's. Hierna zie je haar in een kamer die gevuld is met kaarsen. Later zie je Mutya met een witte jurk, met op de achtergrond foto's aan de muur. Tijdens de bridge zie je de foto's van dichtbij.

## Hitnotering
| '"Real Girl in de Nederlandse Top 40 - binnen 23 juni 2007 | '"Real Girl in de Nederlandse Top 40 - binnen 23 juni 2007 | '"Real Girl in de Nederlandse Top 40 - binnen 23 juni 2007 | '"Real Girl in de Nederlandse Top 40 - binnen 23 juni 2007 | '"Real Girl in de Nederlandse Top 40 - binnen 23 juni 2007 | '"Real Girl in de Nederlandse Top 40 - binnen 23 juni 2007 | '"Real Girl in de Nederlandse Top 40 - binnen 23 juni 2007 | '"Real Girl in de Nederlandse Top 40 - binnen 23 juni 2007 | '"Real Girl in de Nederlandse Top 40 - binnen 23 juni 2007 | '"Real Girl in de Nederlandse Top 40 - binnen 23 juni 2007 | '"Real Girl in de Nederlandse Top 40 - binnen 23 juni 2007 | '"Real Girl in de Nederlandse Top 40 - binnen 23 juni 2007 | '"Real Girl in de Nederlandse Top 40 - binnen 23 juni 2007 |
| Week                                                       | 1                                                          | 2                                                          | 3                                                          | 4                                                          | 5                                                          | 6                                                          | 7                                                          | 8                                                          | 9                                                          | 10                                                         | 11                                                         | 12                                                         |
| ---------------------------------------------------------- | ---------------------------------------------------------- | ---------------------------------------------------------- | ---------------------------------------------------------- | ---------------------------------------------------------- | ---------------------------------------------------------- | ---------------------------------------------------------- | ---------------------------------------------------------- | ---------------------------------------------------------- | ---------------------------------------------------------- | ---------------------------------------------------------- | ---------------------------------------------------------- | ---------------------------------------------------------- |
| Nummer                                                     | 20                                                         | 10                                                         | 6                                                          | 9                                                          | 7                                                          | 10                                                         | 13                                                         | 17                                                         | 22                                                         | 29                                                         | 38                                                         | uit                                                        |

## Tracklist
CD1
1. Real Girl (Radio Edit)
2. Naive (acoustic)

## Buitenlandse hitlijsten
| Land                | Hoogste Positie |
| ------------------- | --------------- |
| Verenigd Koninkrijk | 2               |
| Kroatië             | 2               |
| Estland             | 6               |
| Finland             | 6               |
| United World Chart  | 35              |